# 3D俄罗斯方块
《3D俄罗斯方块》是一款益智游戏，由T&E软件开发，任天堂于1996年3月在北美Virtual Boy平台发行。游戏玩法如同三维版《俄罗斯方块》，玩家旋转、移动方块消除各层。游戏有数种模式及修改玩法，亦可调整难度和等级。日本版「Polygo Block」计划于1996年2月推出，但终未发行。游戏总体获得负面评价，多篇评论批评其欠缺原创性。

## 玩法
《3D俄罗斯方块》是一款益智游戏。和其他多數《俄罗斯方块》不同，《3D俄罗斯方块》的游戏区域为三维环境，而非傳統的二维环境。一如其他Vitrual Boy游戏，游戏画面呈黑红双色，三维效果以视差原理模拟。游戏区域称之为“井”（Well），深五层，各层大小均为5×5。游戏有30种不同形状的方块，每次有一个方块从井口下落。玩家操控方块水平或垂直旋转，或于水平方向移动。下落的方块以3D线框模型显示，其下方的阴影代表下落位置。游戏镜头会不断自动调整，玩家亦可自行修正。游戏区域两侧是状态栏——右侧为雷达，显示各层平面图；左下角为“方块角色”，代表下次出现的方块；左上方为游戏状态，如得分或关卡。游戏有3-D俄罗斯方块、填平中心、智益拼版等三种模式，各模式开始前，玩家均可设定难度（出现的方块种类）和下落速度。
在3-D俄罗斯方块模式中，当玩家填满某层时，该层全部方块消除，同时玩家得分。方块超出顶层时，游戏不会立即结束，而是减去一层活动空间；当最后一层时扣除，游戏结束。此模式有“类型A”和“清掉它！”两种选项：前者为争取高分的无尽模式，后者为清空游戏区域的过关模式。填平中心模式中，玩家需围绕中心格摆出对称图形——落在中心格的方块会自动消失，同时消除摆出对称图形的层。玩家消层时，会依据该层方块数量、对称种类及层高，获得不同分数。某层出现对称图形时，雷达将以符号提示对称种类，如十字对称、斜对称等。和3-D俄罗斯方块模式类似，方块溢出顶层将扣减层数，层数扣完即游戏结束。填平中心模式除“类型A”和“清掉它！”外，还有第三种选项“类型B”。“类型B”和“类型A”基本相同，但消层后会自动生成障碍方块。智益拼版模式和前两种模式不同：玩家拼出每关开始给出的形状，力争通过更多关卡。过关时会播放过关动画；摆错形状则游戏结束。游戏使用电池存档，可记录3-D俄罗斯方块和中心填充模式的最高分和玩家名，以及解密模式的最高过关数。

## 开发与发行
《3D俄罗斯方块》由T&E软件开发，任天堂于1996年3月22日在北美发行。这是该区最后发行的Virtual Boy游戏。日本版题为「Polygo Block」，原计划1996年2月发行，但终未面世。

## 评价
媒体对《3D俄罗斯方块》多持负面评价。《洛杉矶时报》的阿龙·柯蒂斯称，《3D俄罗斯方块》未带来别样于《俄罗斯方块》体验，玩家感觉“被骗”。他批评键位设定，并认为应去掉多余的3D效果。《娱乐周刊》职员更批评游戏“伤眼”且不如《Blockout》。《次世代》评测人以抨击游戏，称其展现了Virtual Boy的固有问题。他认为，游戏各模式均未很好展现《俄罗斯方块》的理念，丧失了系列之“简雅”，亦受3D视图所害。《电子游戏》杂志的评测人亦认为，因3D视图之故，游戏未及《俄罗斯方块》吸引人，不过他也承认，此视图确有价值且完成到位。《GamePro》的“吓人拉里”认为，游戏音效和画面不伦不类、操作令人抓狂，不过让人上瘾。《Game Informer》的职员认为，3D版《俄罗斯方块》想法有潜力，但落实不佳，节奏慢。《任天堂力量》的撰稿人认为，游戏键位设置很好，“容易操控”。
怀旧评论中，USgamer撰稿人贾兹·里格纳尔强烈批评游戏，称其如遭撒胡椒喷雾。游戏雷达+编辑布雷特·埃尔斯顿认为，《3D俄罗斯方块》画面“骇人”，分辨不出在干什么。杰里米·帕里什和《娱乐月刊》类似，称游戏仿冒《Blockout》；他对游戏画面表示批评，并称游戏玩法若非太过复杂，即是非常缓慢，难觅中间地带 。僵尸工作室首席执行官马克·朗称，较之于Game Boy的《俄罗斯方块》，他更喜欢《3D俄罗斯方块》这款最佳Vitrual Boy游戏 。任天堂生活的达夫·弗里尔认为，以1级难度起步太无聊，从高级别上手更有趣。